# Frequenamia vicosa
Frequenamia vicosa är en insektsart som beskrevs av Rauno E. Linnavuori och Delong 1978. Frequenamia vicosa ingår i släktet Frequenamia och familjen dvärgstritar. Inga underarter finns listade i Catalogue of Life.